# Křídla Sovětů Moskva
Křídla Sovětů Moskva (ru: Крылья Советов Москва) je hokejový klub z Moskvy, který hraje Ruskou ligu ledního hokeje (2. liga po Kontinentální hokejové lize) v Rusku.

## Vítězství
- Sovětská liga ledního hokeje - 1957, 1974
- Evropský hokejový pohár - 1975
- Spenglerův pohár - 1979
- Pohár Ahearne - 1961, 1968